# Spisak likova franšize Kralj lavova
Ovaj članak opisuje likove Diznijevih filmova Kralj lavova.

## Skar
Skar (eng.Scar) je glavni antagonista Diznijevog animiranog filma Краљ лавова (енгл. The Lion King). On je lav, mlađi brat kralja Mufase, Simbin stric, i vođa klana hijena. Glas mu je pozajmio Džeremi Ajrons.

### Izgled
Skar je mršav lav, neprirodno crne grive za svoju vrstu i ima narandžasto krzno. Oči su mu svetlo zelene, a nos uglast (nos kakav će kasnije imati Otpadnici), šape su mu bezbojne, a kandže su mu, za razliku od drugih lavova u filmu, uvek izvučene. Nema vidljivih telesnih sličnosti sa svojim bratom. Po izgledu mu nedostaje fizička snaga, ali kada se pritisne može biti žestok borac. Kreće se elegantno i retko trči .

### Ličnost
Ima izuzetne psihičke moći i jako je lukav, iako to koristi u pogrešne, zle svrhe. Harizmatičan je i majstor je manipulatorstva, tako privlači hijene sebi i nagovara Simbu na beg. Smatra hijene nižima od sebe i u razgovorima sa njima je narcisoidan, dok njima neprekidno ukazuje na mane, ali ih u isto vreme i naziva prijateljima ne bi li se obezbedio. Okrutan je i nije mu problem da izvrši bratoubistvo i naredi nećakovu smrt , ali je uprkos tome pomalo i kukavica, pa će radije pobeći od fizičkih obračuna. Uvek koristi prilike koje mu se ukažu, razvijanje Simbinog interesovanja za Groblje slonova, ili Simbina nepažnja u finalnoj bici .

### Biografija
U Diznijevoj knjizi Šest novih avantura nalazi se "Priča o dva brata" koja opisuje Mufasino i Skarovo detinjstvo. Otkriva se da se Skar nekada zvao Taka, i da je još u mladosti bio prijatelj sa Banzaiem, Šenzi i Edom. On se oduvek osećao inferiornim u odnosu na starijeg brata jer je Mufasa bio izabrani naslednik, i izgledalo mu je kao da njihov otac, kralj Ahadi, više pažnje obraća na Mufasu. To je kulminiralo kada je Ahadi morao da otkaže lov za koji se spremao sa Takom , jer je imao posla oko suše koja je zadesila kraljevstvo. Taka je otišao hijenama koje su mu predložile da ponizi Mufasu, da bi izgledao moćnije. Ta ideja mu se svidi , i on povede Mufasu , do jedinog neosušenog dela kraljevstva, baru koju čuva bivo Boma , ali koji ne želi da deli svoju vodu. Plan je bio da Mufasa proba da mu se suprotstavi i objasni mu o tome da mu ta voda ne pripada , pa da ga bivo napadne i natera u beg. Ali , plan nije prošao dobro, jer je Mufasa uspeo da se skloni na sigurno, a Boma se zaleteo u Taku koji se valjao od smeha, onesvestivši ga. Mufasa staje u odbranu brata, a uskoro se pojavljuje Ahadi i smiruje Bomu. Rafiki , kada se princ probudi , vidi da je on prošao bez većih povreda , osim jednog ožiljka na oku , koji verovatno nikada neće zarasti. Taka zahteva da ga od sada zovu Skar (na engleskom: ožiljak) , kao podsetnik njemu šta se , može se desiti ako dopustiš da te bes vodi.
Kralj lavova
U prvom filmu Skar ima prvu repliku ( ne računajući solistu koji peva Circle of  life ) i još tada vidimo da ne gaji lepa osećanja prema bratu , nećaku i svima njima potčinjenima . Kada ga mali Simba ispituje o Groblju slonova Skar mu namerno budi interesovanje za to mesto , shvativši da će ga tako uvaliti u nevolju .Nakon sukoba hijena i Mufase , otkriva se da je Skar sve vreme bio tu , a kasnije se on sastaje sa hijenama i nakon kratkog razgovora i pesme Be prepared ( srp. Na moj znak) izlaže im svoj plan za ubstvo Mufase i Simbe .Novi , razrađeniji, plan je bio lukaviji u odnosu na prvi : prvo je Skar doveo Simbu u jedan klanac i dao znak Šenzi , Banzaiju , i Edu da pokrenu stampedo u koji će princ upasti .Zatim je doveo Mufasu koji je spasao sina , ali je sam morao da se popne na vrh klanca gde ga je čekao brat .Skar mu je zario kandže u šape , šapnuo mu : Long live the king , i bacio ga pod kopita stampeda .Dok je Simba oplakivao svog oca Skar je došao i naveo ga da pomisli da je sam kriv za očevu smrt ,a zatim mu rekao da je rešenje svega da pobegne .Zatim je naredio hijenama da ga ubiju , što one nisu uspele , ali nisu o tome obavestile svog vođu .Zli lav se vratio svom plemenu i ispričao im tragediji , a zatim se proglasio kraljem i najavio novu eru u kojoj će lavovi i hijene nastaviti da žive zajedno.Ali njegova vladavina se na kraju nije pokazala tako krasno .Iako je , verovatno , u početku bilo dobro što su dve vrste živele u primirju , Skarova vladavina je prešla u tiraniju , a pošto nije dobro shvatio krug života , kada je kraljevstvo zapalo u sušu i kada su se krda odselila Skar je odlučio da ignoriše probleme , iako su mu se svi podanici žalili .Jednog dana mu je prekipelo i pozvao je Simbinu mamu , vođu lovačke družine da je ispita o tome zašto nema hrane i lova .Njihov razgovor prelazi u svađu i Skar udara bivšu kraljicu .Ali , Simba koji se vratio iz džungle nakon toliko godina , videvši to gubi pouzdanje u svog strica i izaziva ga .Skar se ne da smesti , već navodi nećaka da prizna krivicu koju mu je odavno uvalio .Na prevaru ga je odvukao do ruba Ponosne stene , gde udara munja i počinje da gori vatra .Skar , pomislivši da će ovo biti Simbin kraj , otkriva svoju tajnu Simbi , ali  mladi lav skače na strica i primorava ga da obznani svoju tajnu lavicama , što on , nakon neuspelog vrdanja i uradi usled čega izbija bitka među Simbinim podanicima i hijenama , dok Skar beži na vrh Ponosne stene gde ga prati nećak .Tamo Skar , očajan ,okrivljuje hijene  za Mufasinu smrt ( ali nije znao da su i one u blizini i da su sve čule ) , ali Simba mu više uopšte nije verovao i osudio ga je na izgnanstvo . Skar je počeo da se povlači , ali je odjednom prsnuo žar u Simbine oči i napao ga .Nakon kraće bitke Simba je bacio Skara sa litice gde su ga čekale hijene .On ih je prvo nazvao prijateljima , ali one su mu otkrile da znaju za njegovu prethodnu izjavu i dok je on pokušavao da im objasni one su ga napale i ubile , sve vreme se smejući .

### Ostale pojave
Kralj lavova 2
U nastavku filma se otkriva da je Skar imao grupu podanika koja ga je cenila , a koje je predvodila lavica Zira . Ta grupa je verovatno bila u lovu , s obzirom na odanost Skaru , daleko od Ponosne stene , kada se Simba sukobljavao sa stricem i saznajemo da je Skar odredio svog naslednika , Zirinog sina Kovua, s obzirom da nije imao dece. Skar se u ovom filmu pojavljuje dva puta: prvi put, u Simbinoj noćnoj mori .Dok Simba pokušava da pomogne Mufasi koji visi sa litice nad stampedom , pojavljuje se Skar i hvata bratanca za šapu , sprečivši ga da spase oca koji pada u smrt .Tada se Skar pretvara u Kovua i baca simbu za Mufasom u ponor.Drugi put se pojavljuje kada Kovu za vreme pesme Not one of us pogleda svoj odraz u potoku. Kovuova slika se ubrzo pretvori u Skarov odraz . Zanimljivo , ta slika zapravo prikazuje Skara pre nego što je naredio hijenama da ubiju Simbu , samo je iskrivljena zbog odsjaja vode.
Kralj lavova 1/2
U trećem filmu Skar se pojavljuje samo ponekad , i nema dijaloge .Prvi put se pominje kada Nala objašnjava Timonu i Pumbi zašto je Simba otišao ,a pojavljuje se tek kada se svi nađu na Ponosnoj steni iz daleka , u sceni kada Simba visi sa stene. Utoku bitke , vidimo ga dok pokušava da pobegne od Simbe , i na kraju , kada ga Simba baca sa stene .
Mjuzikl
U brodvejskom mjuziklu , Skara tumači glumac Džon Vikeri.Priča je uglavnom ista , osim što postoji nova scena u kojoj Skar , novi kralj , razmišlja o tome da li njega iko imalo voli , dok mu se Šenzi , Banzai, i Ed žale na lad i manjak rada lavica.U isto vreme , Skara progoni savest , i svuda vidi Mufasu koji hoće da mu se osveti i to ga skoro dovodi do ludila .Zazu , u jednom njihovom razgovoru navodi stvari koje je Mufasa imao , a Skar nema , između ostalog i kraljicu .Pojavljuje se Nala i kralj pokušava da je zavede , na šta ga ona ošamari , a zatim beži od njega.Ta scena je nazvana Ludilo kralja Skara.
Tu je i repriza pesme Be prepared , koju Skar peva penjući se na Ponosnu stenu dok lavice odbijaju da ga priznaju za vladara.
Ostalo
- U filmu Herkules , u jednoj sceni vidimo Herkulesa kako pozira sa Skarovom kožom koristeći je kao kožu nemejskog lava .
- Skar se pojavljuje u dve epizode Kuće miševa .Jedanput ga Rafiki drži kao bebu Simbu u prvom filmu , a u drugoj epizodi je tu kao posmatrač i primer iskušenja.
- U igrici Kingdom hearts Skar je glavni antagonista.
- U crtanoj seriji,Timon i Pumba , Skar se pojavljuje 2 puta .Kada Zazu prazni svoju kantu , i jednom ga Timon dovlači Pumbi da bi Pumba uspomenama povratio sećanje .

### Originalni koncept
U prvom konceptu filma , koji se zvao Ponos kralja lavova , Skar je bio vođa babuna koji su bili u ratu protiv lavova .
Drugi koncept ,Kralj džungle imao je dve verzije .U prvoj verziji je Skar bio lav stranac , dva puta veći od lava prosečnog izgleda, koji jedanput napada Sarabi , usled čega izbija bitka između njega i Mufase u kojoj kralj pobeđuje.Princ hijena , Banagi i njegov savetnik , Basho , tada nagovaraju Skara da im se pridruži da bi postao kralj , ali oni zapravo žele njega da kontrolišu , ne bi li vladali lavovima iz Skarove senke.On pristaje i zajedno sa vojskom hijena ubija Mufasu , dok Simba i Zazu beže , na nagovor drugih lavova.Skar zavlada Ponosnom stenom i kraljevstvo propada .Novi kralj se zaljubljuje u Nalu , ali ona beži od njega kada sazna da se Simba vratio u Ponosnu zemlju . Simba sa svojim podanicima organizuje plan za ubistvo Skara.Nala se pojavljuje i navodi Skara da je pojuri , ali on , uplašivši se munje ,pada u jamu , Simbinu zamku , koju babuni zatim zatrpaju.Izgleda kao da je Skar gotov , ali jedna munja udara u zemlju i ona eksplodira , stvorivši potoke lave , i Skar izlazi iz , sada otvorene rupe.Nasrće na Simbu , i počinje bitka , ali Simba prevari Skara , tako da se jedno zapaljeno drvo obruši na njega , što ga ubije .
U drugoj verziji Kralja džungle , Skar i Mufase se sreću dok stranac pokušava da ukrade jedan ulov.Banagi i Basho ga i u ovoj verziji iskoriste , ponudivši mu svoju mnogobrojnu vojsku , skrivenu na Groblju slonova , da pobedi kralja . Skar zakazuje dvoboj s Mufasom na jednom stablu koje je oboreno preko provalije, i tamo ga pobeđuje , dok hijene okupiraju lavice .I u ovoj verziji se Skar zbližava sa Nalom dok Simba beži .Hijene misle da bi Nala možda mogla Skaru da ispere mozak i pretvori ga u pozitivca , pa se organizuju da je ubiju , ali Nala saznaje za to i beži . Dok Skar grdi hijene zbog petljanja u njegov privatni život , Simba se vraća i izaziva lava na dvoboj na onom istom , oborenom drvetu . Skar pristaje , ali ga Simba , svojim novostečenim veštinama ipak ubije.
U toku pravljenja filma Kralj lavova kakav danas gledamo , Skar je postao Mufasin brat , da bi priča bila zanimljivija , a i izgled mu se promenio .Postao je sličan ovakvom kakav je danas.Tu su bile još neke izmene:
- U toku pesme Circle of  life Skar je trebalo da bude u senci stene i sa mržnjom posmatra okupljene životinje .
- Kada Skar baca Mufasu sa stene , trebalo je da mu kaže :Good night , sweet princ, citat iz Hamleta , ali je to promenjeno.
- Kada se Skar samoproglašava kraljem , trebalo je da otpeva reprizu Be prepared ali bi to pokvarilo atmosferu zbog Mufasine smrti.
- U toku vladavine , Skar je trebalo da razmišlja zašto nije voljen kod podanika , dok Zazu pokušava da ga vrati u realnost , i da ga natera da popravi stanje u Ponosnoj zemlji .Skara to živcira i on počinje da razmišlja o tome , šta je Mufasa imao , a on ne . Zazu navodi kraljicu , a tada se pojavljuje Nala i Skar pokušava da je zavede , ali ga ona ošamari i sklanja se kod ostalih lavica . Skar joj daje izbor : da bude njegova kraljica ili da ode iz zemlje , što ona ignoriše , ali se tada pojavljuju hijene i počnu da pojačavaju agresiju prema lavicama , usled čega Nala beži.Ova scena je uzeta za mjuzikl.
- U finalnoj bici je Skar na prevaru trebalo da baci Simbu sa zapaljenog vrha Ponosne stene .Simba je pao na drvo , zbog čega je i preživeo , a Skara je zahvatio plamen i on je umro .